# 574742 Annatsybuleva
574742 Annatsybuleva è un asteroide della fascia principale. Scoperto nel 2010, presenta un'orbita caratterizzata da un semiasse maggiore pari a 2,547815 UA e da un'eccentricità di 0,125847, inclinata di 9,710230° rispetto all'eclittica.
È dedicato a Anna Tsybuleva, pianista classica russa.